# Lady Godiva's Operation
„Lady Godiva's Operation“ je třetí skladba z druhého alba skupiny The Velvet Underground s názvem White Light/White Heat. Název skladby vznikl z legendy o Lady Godivě. Autorem hudby i textu je Lou Reed.

## Vydání
Poprvé skladba vyšla v lednu 1968 jako součást alba White Light/White Heat. Stejná verze vyšla později na kompilacích What Goes On (1993), Peel Slowly and See (1995) a Rock and Roll: An Introduction to The Velvet Underground (2001).

## Cover verze
Skladbu předělala skupina The Fatima Mansions a vydala ji jako singl. Jejich verze rovněž vyšla na tribute albu Heaven & Hell: A Tribute to The Velvet Underground v roce 1990 (stejná verze vyšla opět v roce 1994 na albu Fifteen Minutes: A Tribute to The Velvet Underground).

## Původní obsazení
- John Cale – viola, zpěv
- Lou Reed – kytara, zpěv
- Sterling Morrison – baskytara, doprovodný zpěv
- Maureen Tucker – perkuse